# Har No'azim
Har No'azim (hebrejsky: הר נועזים) je hora o nadmořské výšce 910 metrů v Izraeli, v Horní Galileji.
Nachází se cca 3 kilometry severovýchodně od města Safed, nedaleko severního úbočí hor Har Birija a Har Kana'an, uprostřed souvislého lesního komplexu les Birija. Má podobu nevelkého hřbetu, který vystupuje mírně nad okolní terén. Na jižním úbočí hory leží čtvrť Safedu Merom Kana'an-Ibikur. K západu ze svahů hory stéká vádí Nachal No'azim.
Na vrcholu hory stojí Pevnost Birija - připomínající počátky židovského osidlování tohoto regionu v 1. polovině 20. století a židovský odboj proti britské mandátní vládě před vznikem státu Izrael.